# Da Capo (álbum)
Da Capo é o quarto álbum de estúdio da banda Ace of Base, lançado a 29 de outubro de 2002.
| Críticas profissionais                                                      | Críticas profissionais |
| Avaliações da crítica                                                       | Avaliações da crítica  |
| Fonte                                                                       | Avaliação              |
| --------------------------------------------------------------------------- | ---------------------- |
| Laut.de                                                                     | [ 2 ]                  |
| Esta tabela precisa de ser acompanhada por texto em prosa. Consulte o guia. |                        |

## Faixas
1. "Unspeakable" - 4:14
2. "Beautiful Morning" - 4:01
3. "Remember the Words" - 4:43
4. "Da Capo" - 4:11
5. "World Down Under" - 4:34
6. "Ordinary Day" - 4:24
7. "Wonderful Life" - 5:15
8. "Show Me Love" - 4:43
9. "What's the Name of the Game" - 4:04
10. "Change with the Light" - 4:37
11. "Hay Darling" - 4:18
12. "The Juvenile" - 3:46